# 波克羅夫斯凱 (尼古拉耶夫區)
46°32′11″N 31°36′42″E / 46.53639°N 31.61167°E
波克羅夫斯凱（烏克蘭語：Покровське）是烏克蘭南部的村莊，由尼古拉耶夫州尼古拉耶夫區的奧恰基夫市鎮負責管轄。該村面積2.43平方公里，海拔高度2米，2001年人口177，人口密度每平方公里72.9人。现被俄罗斯占领。